# Сдвиг по фазе
«Сдвиг по фазе» (иногда также «Большой калибр») (англ. Loose Cannons) — американский комедийный фильм 1990 года режиссёра Боба Кларка с Джином Хэкменом и Дэном Эйкройдом в главных ролях.

## Сюжет
Существует некая любительская порнографическая плёнка, где запечатлён Адольф Гитлер и несколько молодых нацистских офицеров. Фильм собирается приобрести американский порноделец Гарри Гуттерман. Однако не всем в Германии нравится, что запись может быть обнародована, ведь один из нацистских офицеров с этой плёнки сейчас планирует стать канцлером. В Вашингтоне происходит множество убийств. Немцы не просто хотят вернуть плёнку, они не оставляют в живых никого кто её видел.
Расследовать эти убийства доверяют полицейским Маку Стерну и Эллису Филдингу. Мак Стерн — опытный коп только что лишившийся жилья и живущий в автомобиле. Эллис Филдинг недавно вышел с двухгодичного больничного, который провёл в монастыре. Он хороший полицейский с аналитическим мышлением, но страдает редким психическим расстройством — синдром множественной личности. В стрессовых ситуациях его личность меняется на множество других, обычно это различные персонажи поп-культуры, в том числе и герои мультфильмов. Первая же стрессовая ситуация не заставляет себя долго ждать — поход в садомазохизский клуб.
Убитыми оказываются все кто видел плёнку, кроме Гарри Гуттермана, человека, который хочет её купить и Штеклера, человека, который хочет её продать. Местоположение последнего полиции неизвестно. Напарники отправляются за разъяснениями в немецкое посольство, где уже дежурят агенты ФБР. Мак Стерн предполагает, что американское правительство ведёт какую-то свою игру. Он решает прятать Гарри Гуттермана, в том числе и от ФБР, до тех пор пока плёнка не окажется у полиции. Неожиданно у него появляются союзники — израильская разведка. Евреи также хотят во что бы то ни стало найти и обнародовать плёнку…

## В ролях
- Джин Хэкмен — Мак Стерн
- Дэн Эйкройд — Эллис Филдинг
- Дом Делуиз — Гарри Гуттерман (Червонная Королева)
- Ронни Кокс — Боб Смайли
- Нэнси Трэвис — Рива Ловенгрин
- Пол Косло — Йозеф Гриммер
- Дик О’Нил — капитан полиции
- Роберт Проски — Кирк фон Метц
- Ян Тршиска — Штеклер
- Леон Риппи
- Роберт Эллиотт
- Дэвид Алан Грир — Драммонд
- Эпата Меркерсон — Рейчел
- Херб Армстронг — Чеширский Кот
- Роберт Дикман — Белый Кролик
- Тобин Белл — Гербер
- Маргарет Кленк — Ева Браун

## Выпуск

### Кассовые сборы
Фильм был выпущен 9 февраля 1990 года и собрал в прокате в первые выходные $2,239,830, попав на 5-е место по кассовым сборам. Тем не менее всего «Сдвиг по фазе» по всему миру собрал $5,585,154, при бюджете картины в $15 млн, это был кассовый провал.

### Критика
Фильм повсеместно получил негативные отзывы от критиков и в начале 1990-х назывался одним из худших фильмов. Сейчас фильм имеет редкий рейтинг 0 % на Rotten Tomatoes на основе 17-ти рецензий. Винсент Кэнби в своей рецензии для The New York Times заявил: «Хэкмен и Эйкройд заслуживают гораздо большего. Это действительно так. Каждый актёр показал профессиональную игру, которая была испорчена руководством Кларка». Журнал Variety отметил: «Ловкая игра Дэна Эйкройда со множеством личностей оказалась единственным плюсом этой комедии». Хэл Хинсон из The Washington Post, также негативно оценил фильм. Джин Сискел и Роджер Эберт поставили фильму два больших пальца вниз в своей телевизионной программе и назвали фильм «комедией про дружбу копов, которая бесспорно провалилась».
В мае 2013 года один рабочий на свалке города Калгари (Канада) нашёл часть отснятого материала этого фильма. Рабочий обратился в полицию, поскольку ошибочно принял кадры из фильма за доказательства некоего реального убийства. Позже на плёнке был распознан Дэн Эйкройд, полиция связалась с агентом актёра, который и установил, что это кадры из фильма. Сайт TMZ сообщил, что после этого инцидента Эйкройд отметил: «Фильм следовало бы оставить на свалке, где ему самое место».